# ティーエーピー
株式会社ティーエーピー（TAP）とは主にテレビ埼玉（テレ玉）の番組制作における技術全般（テクニカルディレクター、スイッチャー 、ミキサー、撮影、音声、ビデオエンジニア、VTR）を請け負う映像技術プロダクションである。他にもスタッフ派遣業務を行っており、在京キー局、他技術プロダクションなどへ各業種のスタッフを派遣している。

## 概要
ENG（取材）撮影の機材を豊富に所有しており、プロスポーツ、バラエティー、情報、報道などのENG業務全般を得意としているうえに、学校、企業プロモーションVTR撮影やCM撮影業務も行っている。
テレ玉第1スタジオの運用及び管理を委託され、第1スタジオで行う番組撮影の技術スタッフはTAPで賄っている。またテレ玉の大型中継車及び小型中継車を使用して行うスポーツ、イベントなどの中継業務は技術協力という形式で撮影業務を行っている。テレ玉報道制作局にはカメラマンと音声（VE）を派遣し、365日常勤させている。
社名の「TAP」は「Teletama Audio-visual Production」の略である。

## 沿革
- 1995年（平成7年）- テレビ番組制作会社A-ONの技術部門が分離独立し、「株式会社グローコーポレーション」として設立される。
- 2003年（平成15年）- 主にテレ玉のロケ技術を請け負っていた「有限会社ビーライン」が設立される。
- 2005年（平成17年）-上記二社、ハイビジョン撮影器機を導入
- 2011年（平成24年）-テレ玉が小型・大型中継車を導入に伴い、グローコーポレーションの中継技術部門を強化
- 2016年（平成28年）- グローコーポレーションとビーラインの二社が合併し現在の「株式会社TAP」が設立される。
- 2018年（平成30年）-ドローン撮影機、4K規格の撮影器機を導入

## 主な実績

### テレビ埼玉
- プロスポーツ中継全般（浦和レッドダイヤモンズホーム戦、大宮アルディージャホーム戦、埼玉西武ライオンズユニ中継、さいたま国際マラソンなど）
- アマチュアスポーツ中継全般（全国高等学校野球選手権埼玉大会、全国高等学校サッカー選手権大会埼玉県大会、全国高等学校ラグビーフットボール大会埼玉予選、テレ玉旗争奪中学埼玉県大会、4種サッカー選手権など）
- 報道（ニュース1155・ニュース545・ニュース930、臨時または緊急特番など）
- 県政（知事定例記者会見、県議会中継及び収録、知事緊急会見など）
- スタジオ全般（REDS TV GGR、埼玉ビジネスウォッチ、魅力まるごと いまドキッ!埼玉、ニュース930 plus、カラオケ1ばんなど、政見放送、選挙特番など）
- ENG全般（情報番組 マチコミ、魅力まるごと いまドキッ!埼玉、REDS TV GGR、埼玉ビジネスウォッチ、高校野球ダイジェスト、LIONS CHANNEL、塩谷育代のベストショット、BACHプラザ、ビ〜チ9など）
- 年末・年始特番（年始特番、新春知事対談、埼玉政財界人チャリティ歌謡祭）

### DAZN
- 明治安田生命J3リーグ・栃木SCホーム戦中継（2017年）
- 明治安田生命J3リーグ・ザスパクサツ群馬ホーム戦中継（2018〜2019年）
- 明治安田生命J2リーグ・ザスパクサツ群馬ホーム戦中継（2020年）
- YogiboWEリーグ ・大宮アルディージャVENTUSホーム戦中継（2021年）
- 明治安田生命J2リーグ・大宮アルディージャホーム戦中継（2023年）
- 明治安田生命J2リーグ・RB大宮アルディージャホーム戦中継（2025年）

### Tリーグ公式映像
- ノジマTリーグ・T.T彩たまホーム戦公式映像担当中継（2018～2019年）
- ノジマTリーグ関東圏内主催試合公式映像担当中継（2020年）
- ノジマTリーグ・T.T彩たまホーム戦公式映像担当中継（2021年～）

### J SPORTS
・ジャパンラグビーリーグワン・埼玉パナソニックワイルドナイツホーム戦中継（2022年～）

### J:COM
- 彩夏祭よさこい大会・花火中継
- ラグビーワールドカップ事前イベント中継

### TCP東京ドームオーロラビジョン
- 読売ジャイアンツ、北海道日本ハムファイターズ、福岡ソフトバンクホークス、千葉ロッテマリーンズ、埼玉西武ライオンズの東京ドーム主催試合におけるオーロラビジョンの撮影
- 読売ジャイアンツファン感謝祭におけるオーロラビジョンの撮影
- WBSCプレミア12公式戦オーロラビジョンの撮影

### NHK
- 『ひるまえほっと』ロケ担当
- 関東ローカルニュースロケ担当
- BS　NHK埼玉西武ライオンズユニ形式中継

### BSテレ東
・NEXCO東日本 Presents「MY BEST WAY」

## その他取引実績

### テレビ局・制作プロダクション
- テレビ神奈川
- 群馬テレビ
- とちぎテレビ
- 東京メトロポリタンテレビジョン
- 九州朝日放送
- 青森放送
- U-net
- A-ON
- TCP
- ソニーPCL

### 技術プロダクション
- 千代田ビデオ
- テレテック
- エキスプレス